# This Love (Maroon-5-Lied)
This Love (englisch für „Diese Liebe“) ist ein Lied der US-amerikanischen Pop-Rock-Band Maroon 5 aus dem Jahr 2002.

## Hintergrund
Das Lied wurde von den beiden Maroon-5-Mitgliedern Jesse Carmichael und Adam Levine geschrieben beziehungsweise komponiert. Für die Produktion zeichnete Matt Wallace verantwortlich.
Die Erstveröffentlichung von This Love erfolgte als Teil von Maroon 5s Debütalbum Songs About Jane am 25. Juni 2002 durch die Musiklabels J Records und Octone Records. Im Jahr 2003 erschienen diverse Promo-Tonträger, am 12. Januar 2004 erschien das Lied als Airplay und schließlich am 8. März 2004 als offizielle zweite Singleauskopplung des Albums.
Von dem Lied erschienen zwei Remixe von Kanye West und der koreanischen Gruppe Big Bang. Letztere sangen This Love auch in japanischer Sprache ein.

## Musikvideo
Das dazugehörige Musikvideo entstand unter der Regie von Sophie Muller und verzeichnete bis Januar 2025 über 342 Millionen Aufrufe auf YouTube.

## Preise
2006 wurde es in der Kategorie Beste Darbietung eines Duos oder einer Gruppe mit Gesang – Pop für die Grammy Awards 2006 ausgezeichnet.

## Kommerzieller Erfolg

### Chartplatzierungen
| ChartsChartplatzierungen       | Höchstplatzierung | Wochen |
| ------------------------------ | ----------------- | ------ |
| Deutschland (GfK)              | 5 (18 Wo.)        | 18     |
| Österreich (Ö3)                | 3 (24 Wo.)        | 24     |
| Schweiz (IFPI)                 | 4 (30 Wo.)        | 30     |
| Vereinigte Staaten (Billboard) | 5 (43 Wo.)        | 43     |
| Vereinigtes Königreich (OCC)   | 3 (14 Wo.)        | 14     |

| ChartsJahrescharts (2004)      | Platzierung |
| ------------------------------ | ----------- |
| Deutschland (GfK)              | 26          |
| Österreich (Ö3)                | 19          |
| Schweiz (IFPI)                 | 19          |
| Vereinigte Staaten (Billboard) | 4           |
| Vereinigtes Königreich (OCC)   | 39          |

### Auszeichnungen für Musikverkäufe
| Land/Region                  | Auszeichnungen für Musikverkäufe (Land/Region, Auszeichnung, Verkäufe) | Verkäufe  |
| ---------------------------- | ---------------------------------------------------------------------- | --------- |
| Australien (ARIA)            | 6× Platin                                                              | 420.000   |
| Brasilien (PMB)              | Gold                                                                   | 30.000    |
| Dänemark (IFPI)              | Platin                                                                 | 90.000    |
| Deutschland (BVMI)           | Gold                                                                   | 150.000   |
| Italien (FIMI)               | Platin                                                                 | 100.000   |
| Japan (RIAJ)                 | Gold                                                                   | 100.000   |
| Kanada (MC)                  | Platin                                                                 | 80.000    |
| Neuseeland (RMNZ)            | 4× Platin                                                              | 120.000   |
| Spanien (Promusicae)         | Platin                                                                 | 60.000    |
| Vereinigte Staaten (RIAA)    | 2× Platin                                                              | 2.120.000 |
| Vereinigtes Königreich (BPI) | 2× Platin                                                              | 1.200.000 |
| Insgesamt                    | 3× Gold · 18× Platin ·                                                 | 4.470.000 |

Hauptartikel: Maroon 5/Auszeichnungen für Musikverkäufe